# سبکری
سُبْکَری (درگذشتهٔ بغداد ۳۰۵ق) از دولتمردان قرن سوم هجری که سردار دولت صفاریان سیستان بود و در دستگاه خلافت عباسی صاحب منصب شد. وی از ترکان خلج بود.

## زندگینامه و ترقی در دستگاه دولتی
از زندگی سبکری قبل از رسیدن به مناسب دولتی اطلاع چندانی در دست نیست. فقط این مطلب ذکر شده‌است که وی از ترکان خلج بوده‌است. احتمالاً در حوالی سال ۲۴۰ هجری قمری به دنیا آمده‌است.
در سال ۲۵۵ق که یعقوب لیث صفاری به فتح کابل می‌رفت، سُبکری به او پیوست. سُبکری در فرمانروایی یعقوب یا برادرش، عمرو، به حکومت فارس و کرمان برگزیده شد.
در ۲۷۴ق عمرو او را با مالی بسیار به سفارت بغداد فرستاد. در ۲۸۷ق و همزمان با اسارت عمرو لیث به‌دست امیراِسماعیل سامانی، حاکم فارس بود و در شمار هواداران خلیفه مقتدر عباسی قرار گرفت.
در ۲۹۷ق لیث بن علی صفاری با ۱۰ هزار نفر به محاربه با سُبکری شتافت و او را مغلوب کرد. سُبکری به جهت طلب کمک به خلیفه عباسی در بغداد پناه برد و به کمک او لیث را شکست داد.

## افول و مرگ
روابط حسنهٔ سبکری با خلیفه زیاد طول نکشید و چون فقط قسمتی از خراجی را که عهد کرده بود به بغداد فرستاد، خلیفه سپاهی برای جنگ با او اعزام کرد. سبکری در حرب مغلوب شد و به هرات و سپس به مرو فرار کرد. احمد بن اسماعیل سامانی او را اسیر کرد و به بغداد فرستاد. وی در نهایت در سنه ۳۰۵ ه‍.ق در محبسه بغداد درگذشت.